# Ndoni Mcunu
Ndoniyamanzi „Ndoni“ Mcunu (* 30. November 1988 in La Lucia, bei Durban, Provinz Natal; † 16. April 2022  in Krugersdorp) war eine Agrarwissenschaftlerin aus Südafrika, die vor allem als Gründerin der Organisation Black Women in Science (BWIS) bekannt wurde.

## Akademischer Werdegang
Ndoni Mcunu studierte an der Universität von KwaZulu-Natal (UKZN) Lebensmittelsicherheit und Landwirtschaft, wo sie sich bei Onisimo Mutanga speziell mit den Bereichen Fernerkundung (RS) und Geoinformationssysteme (GIS) befasste. Nach dem Abschluss an der UKZN wechselte sie für ihr Promotionsstudium (Ph.D.) an das  Global Change and Sustainability Research Institute der Witwatersrand-Universität in Johannesburg. Sie wählte als Schwerpunkte für ihre wissenschaftlichen Arbeiten in diesem Rahmen die Bereiche Landwirtschaft, Lebensmittelsicherheit und Klimawandel. Ihre Doktorarbeit war Teil des Projektes „Delivering Food Security on Limited Land“ des Belmont Forums in Kooperation mit FACCE-JPI.

## Black Women in Science
Gemeinsam mit Mantombi Ngoloyi gründete Ndoni Mcunu die Organisation Black Women in Science. Hintergrund dafür war ihre eigene Erfahrung in der Wissenschaftswelt, dass gerade schwarze Frauen sich hier häufig isoliert fühlen und keine Rollenvorbilder haben. Ziel von Black Women in Science ist es, Frauen zu ermutigen sich in den Wissenschaften allgemein, in der Technologie, dem Ingenieurwesen oder der Mathematik zu betätigen und sich dabei gegenseitig zu unterstützen, eine Karriere in diesen Sektoren anzustreben. Derzeit hat die Organisation 150 Mitglieder.

## Auszeichnungen
Ndoni Mcunu wurde 2014 zur Miss Earth South Africa Environmental Ambassador gewählt.
2016 stand sie auf der Mail & Guardian’s Liste der 200 Young South Africans für den Bereich Education. 2017 war Ndoni Mcunu Stipendiatin der Mandela Washington Fellowship for Young African Leaders und verbrachte in diesem Rahmen sechs Wochen an der University of Nebraska-Lincoln. Ebenfalls 2017 wurde sie unter die Inspiring 50 Südafrikas gewählt. Im gleichen Jahr erhielt Ndoni Mcunu das Lewis Foundation Postgraduate Stipendium von GreenMatter.

## Persönliches
Ndoni Mcunu war mit Philani Mthembu verlobt. Das Paar wollte zeitnah heiraten.
Sie starb, zusammen mit ihrer Freundin S’phumelele Mnomiya, an einer Gasvergiftung aufgrund eines vermuteten technischen Defektes in einem Hotel in Krugersdorp. Sie hatte sich dort während einiger Ferientage zur Besichtigung der Welterbestätte Cradle of Humankind aufgehalten. Eine Gedenkfeier wurde am 22. April 2022 in Sandton, Johannesburg organisiert. Ihr Begräbnis fand am 30. April in ihrem Geburtsort statt.